# خافيير خيمينيز (لاعب كرة قدم مواليد 2000)
خافيير خيمينيز (بالهولندية: Javier Jiménez)‏ هو لاعب كرة قدم هولندي، ولد في 27 مايو 2000 في أورنجستاد في أروبا.

## وصلات خارجية
- خافيير خيمينيز (لاعب كرة قدم مواليد 2000) على موقع قاعدة بيانات كرة القدم.إي يو (الإنجليزية)
- خافيير خيمينيز (لاعب كرة قدم مواليد 2000) على موقع ناشيونال فوتبول تيمز (الإنجليزية)
- خافيير خيمينيز (لاعب كرة قدم مواليد 2000) على موقع Soccerway.com (الإنجليزية)